# Banca Comercială din Drobeta Turnu Severin
Banca Comercială din Drobeta Turnu Severin este un monument istoric aflat pe teritoriul municipiului Drobeta Turnu Severin.